# Skála (Laconie)
Skála, en grec moderne : Σκάλα, est un village et un ancien dème du district régional de Laconie, en Grèce. Depuis 2010, il est fusionné au sein du dème de l'Eurotas.
Selon le recensement de 2011, la population du dème compte 5 933 habitants tandis que celle du village s'élève à 3 067 habitants.